# Palawanschubdier
Het Palawanschubdier (Manis culionensis) is een schubdier dat voorkomt in de zuidwestelijke Filipijnen (Palawan en Culion). Deze soort werd meestal beschouwd als een synoniem van het Javaanse schubdier (Manis javanica), maar inmiddels wordt hij als een aparte soort beschouwd.
Deze soort heeft over het algemeen kleinere schubben dan het Javaanse schubdier (19 tot 21 rijen op de rug, tegen 15 tot 18 bij het Javaanse schubdier). Daarnaast is de staart relatief korter en verschillen enkele schedelkenmerken. In de literatuur zijn ook andere kenmerken genoemd die de twee soorten zouden onderscheiden, maar veel daarvan zijn incorrect.